# SMOC2
SMOC2‏ (SPARC related modular calcium binding 2) هوَ بروتين يُشَفر بواسطة جين SMOC2 في الإنسان.